# Нівниці
Нівниці (пол. Niwnice, нім. Neuland) — село в Польщі, у гміні Львувек-Шльонський Львувецького повіту Нижньосілезького воєводства.
Населення — 880 осіб (2011).

## Демографія
Демографічна структура станом на 31 березня 2011 року:
|          | Загалом | Допрацездатний вік | Працездатний вік | Постпрацездатний вік |
| -------- | ------- | ------------------ | ---------------- | -------------------- |
| Чоловіки | 460     | 110                | 318              | 32                   |
| Жінки    | 420     | 84                 | 254              | 82                   |
| Разом    | 880     | 194                | 572              | 114                  |